# Kwiecień 2018

## 27 kwietnia
- W Domu Pokoju w Panmundżom odbył się szczyt koreański. W Panmundżom spotkali się przywódca Korei Północnej Kim Dzong Un i prezydent Korei Południowej Mun Jae-in[1].

## 24 kwietnia
- Co najmniej 18 osób zginęło, a około 41 zostało poważnie poparzonych w wyniku pożaru nielegalnie eksploatowanego szybu naftowego w prowincji Aceh w Indonezji[2].
- Wybory parlamentarne na Grenlandii.

## 23 kwietnia
- Po trwających 11 dni protestach, do dymisji podał się premier Armenii Serż Sarkisjan[3].
- W wyniku ataku furgonetką w Toronto zmarło 10 osób, a 15 zostało rannych, w tym 13 ciężko[4].

## 22 kwietnia
- 36 osób zginęło w wypadku autokaru w prowincji Hwanghae Północne na południu Korei Północnej[5].
- 17 wioślarzy utonęło w wyniku wywrócenia się dwóch smoczych łodzi podczas treningu na dopływie rzeki Gui Jiang w południowych Chinach, w pobliżu miasta Guilin w autonomicznym regionie Kuangsi[6].

## 21 kwietnia
- Zmarła japońska superstulatka Nabi Tajima, najstarsza osoba na świecie zweryfikowana przez Gerontology Research Group, będąca jednocześnie ostatnią znaną osobą urodzoną jeszcze w XIX wieku[7].

## 19 kwietnia
- Miguel Díaz-Canel został wybrany Przewodniczącym Rady Państwa Republiki Kuby, co oznacza koniec kilkudziesięcioletniej epoki rządów braci Fidela i Raula Castro[8].
- Na Zamku Królewskim odbyła się uroczysta sesja Rady Warszawy z okazji 75. rocznicy wybuchu powstania w getcie warszawskim w trakcie, której tytułem Honorowego Obywatela miasta stołecznego Warszawy zostali wyróżnieni: Halina Birenbaum, Krystyna Budnicka i Marian Turski[9].

## 15 kwietnia
- Milo Đukanović zwyciężył w wyborach prezydenckich w Czarnogórze[10][11].
- Zakończyły się 21. Igrzyska Wspólnoty Narodów[12].
- Ulicami Warszawy spod bazyliki katedralnej św. Michała Archanioła i św. Floriana Męczennika przeszedł XIII Marsz Świętości Życia[13].

## 14 kwietnia
- Stany Zjednoczone, Francja i Wielka Brytania przeprowadziły serię uderzeń z morza i z powietrza na przypuszczalne lokalizacje broni chemicznej w Syrii[14].

## 13 kwietnia
- Zmarł Miloš Forman, czeski reżyser przez wiele lat tworzący w Stanach Zjednoczonych (Lot nad kukułczym gniazdem, Hair, Amadeusz)
- W Łodzi, ulicami miasta po raz pierwszy przeszła Ekumeniczna Droga Światła w której uczestniczyli duchowni i wierni Kościoła katolickiego i Kościołów zrzeszonych w łódzkim oddziale Polskiej Rady Ekumenicznej[15].

## 11 kwietnia
- 257 osób zginęło w katastrofie samolotu Ił-76 sił powietrznych Algierii, który rozbił się niedaleko bazy lotniczej w Bufarik na północy kraju[16][17].
- Śmigłowiec Mi-8 rozbił się przy próbie awaryjnego lądowania na jednej z ulic Chabarowska (Daleki Wschód Rosji). Na pokładzie znajdowało się 6 osób, które zginęły[18].
- W kwietniu ponad 100 osób zmarło z powodu zatrucia domowej roboty alkoholem na indonezyjskiej wyspie Jawa[19].

## 10 kwietnia
- W Warszawie na placu Piłsudskiego został odsłonięty Pomnik Ofiar Tragedii Smoleńskiej 2010 roku oraz wmurowano kamień węgielny pod Pomnik Lecha Kaczyńskiego[20].

## 9 kwietnia
- 27 osób zginęło w wypadku szkolnego autobusu, który stoczył się do głębokiego wąwozu w pobliżu miejscowości Kangra w stanie Himachal Pradesh na północy Indii[21].
- Rozpoczął się 25. cykl słoneczny[22].

## 8 kwietnia
- W Warszawie przeszedł XI Katyński Marsz Cieni[23].
- Synod Kościoła Ewangelicko-Augsburskiego w RP jako pierwszy podjął uchwałę o dopuszczeniu do użytku liturgicznego tzw. Biblii Ekumenicznej (będzie ona obowiązywać na równi z przekładem tzw. Biblii Warszawskiej)[24].
- W wyborach parlamentarnych na Węgrzech triumfowała koalicja Fidesz–KDNP. Niecałe 50% głosów przełożyło się na 134 mandaty w liczącym 199 miejsc Zgromadzeniu Narodowym[25][26].

## 7 kwietnia
- W kanadyjskiej prowincji Saskatchewan autobus przewożący drużynę hokejową zderzył się z samochodem ciężarowym, w wyniku czego piętnastu członków zespołu kanadyjskiej młodzieżowej drużyny hokejowej zginęło, a czternaście osób zostało rannych[27].

## 5 kwietnia
- Julius Maada Bio objął urząd prezydenta Sierra Leone[28].

## 3 kwietnia
- W strzelaninie w siedzibie YouTube w San Bruno w Stanach Zjednoczonych ranne zostały 3 osoby, a sprawczyni popełniła samobójstwo[29].

## 2 kwietnia
- Abd al-Fattah as-Sisi zwyciężył w wyborach prezydenckich w Egipcie, zdobywając 97% poparcia[30].
- Abiy Ahmed Ali objął stanowisko premiera Etiopii[31].
- Chiński statek kosmiczny Tiangong 1 częściowo spłonął w atmosferze i spadł do Pacyfiku około 100 km na północny zachód od Tahiti[32].

## 1 kwietnia
- Druga tura wyborów prezydenckich w Kostaryce, w których zwyciężył Carlos Alvarado Quesada[33].
- Matteo Ciacci i Stefano Palmieri obejmują funkcję kapitanów regentów San Marino na półroczną kadencję[34].
- Odkryto pole naftowe w pobliżu wybrzeża Bahrajnu[35].
- Po wynikającej z konstytucji rezygnacji prezydenta Botswany Seretse Iana Khamy jego obowiązki do wyborów w październiku 2019 przejął Mokgweetsi Masisi[36].
- Zakończyły się, rozgrywane w Bukareszcie, mistrzostwa Europy w podnoszeniu ciężarów[37].